# AVROTROS
Az AVROTROS egy holland közszolgálati rádió- és televíziós műsorszolgáltató, amely 1927-re nyúlik vissza. 2014-ben az AVRO és a TROS egyesüléséből keletkezett az AVROTROS. 2014. január 1-jétől az egyesített műsorszolgáltató nevét használják közös programokban; 2014. szeptember 7-től az összes program sugárzása az AVROTROS tulajdonában áll.
Mivel Hollandia megnyerte a 2019-es Eurovíziós Dalfesztivált, az AVROTROS (az NPO-val és a NOS-szal együttműködve) rendezhette volna meg a 2020-as Eurovíziós Dalfesztivált, majd annak eltörlését követően a 2021-as Eurovíziós Dalfesztivált.

## Fordítás
Ez a szócikk részben vagy egészben  az   AVROTROS című angol Wikipédia-szócikk ezen változatának fordításán alapul.  Az eredeti cikk szerkesztőit annak laptörténete sorolja fel. Ez a jelzés csupán a megfogalmazás eredetét és a szerzői jogokat jelzi, nem szolgál a cikkben szereplő információk forrásmegjelöléseként.